# Војин Палексић
Војин Војо Палексић (Караџе, код Бугојна, 1923 — Будањ, код Фоче, 1. јун 1943), учесник Народноослободилачке борбе и народни херој Југославије.

## Биографија
Рођен је 1923. године у селу Караџе, код Бугојна. Основну школу је завршио у родном селу, а после њеног завршетка је отишао у Бугојно, где је учио лимарски занат. После окупације Југославије и проглашења усташке Независне Државе Хрватске, априла 1941. године, напустио је Бугојно и вратио се у родно место.
Јула 1942. године, у време похода пролетерских бригада у западну Босну, Четврта пролетерска црногорска ударна бригада је водила борбе у околини Бугојна и Војин је тада ступио у њену Прву чету Трећег батаљона. Већ после првих борби бригаде, истакао се храброшћу. Приликом другог напада на Ливно, 15. децембра 1942. године, Војин се привукао жици, којом су се усташе штитиле, исекао је и провукао се, а потом допузао до усташког рова и бацио неколико бомби.
У нападу на Дувно, 18. децембра 1942. године, заједно са још два бомбаша, уништио је један непријатељски бункер. Кад су се после успешно извршеног задатка, кренули враћати натраг, Војин им је рекао да продуже они, а да ће их он стићи. За то време, он је кренуо на други бункер и уништио га. Посебно је волео „соло акције“, па је тако у борби против четника, 26. јануара 1943. године, бомбама уништио неколико утврђених положаја. Крајем 1942. године, као истакнути борац у својој чети, био је примљен у чланство Савеза комунистичке омладине Југославије (СКОЈ), а током 1943. године и чланство Комунистичке партије Југославије (КПЈ).
Почетком фебруара 1943. године, група бомбаша из његовог вода, није успела да уништи усташки бункер на Главици изнад Посушја, који је контролисао читав простор под собом. Када су се вратили из неуспешног покушаја, Војин је узео неколико бомби и кренуо сам да га уништи. Подвукао се под сам положај и засуо га бомбама, а после тога је ускочио у ров, дограбио пушкомитраљез и њиме побио преживеле усташе. Приликом напада на италијанско упориште у Јабланици, 22. фебруара 1943. године, уништио је неколико бункера и тиме омогућио батаљону да заузме утврђени хотел, и тада је избачено из строја 200, а заробљено 450 италијанских војника.
Маја 1943. године, Четврта пролетерска црногорска ударна бригада се нашла у Црној Гори и његов батаљон је добио задатак да запоседне брдо изнад села Биоча с циљем да онемогући непријатељу да прође путем Подгорица-Лијева Ријека. Приликом заузимања овог положаја, код Биоча, патрола је открила да се у оближњој шуми налазе непријатељски војници. Први вод, у коме се Војин налазио, тада је добио наређење да рашчисти ситуацију и напао је Италијане. Пошто су изненадили Италијане, брзо су растерали њихови предстражу и отпочели борбу. Убрзо потом, у помоћ Италијанима су дошли авиони, који су бомбардовали партизанске положаје, а потом их је напала и тешка артиљерија. И поред тога, Италијани су се морали повлачити. Војин се тада, као командир бомбашког одељења, под заштитом свог саборца, пушкомитраљесца Душана Радаковић, привукао Италијанима и на њих бацио две бомбе и потом пуцао из аутомата. Том приликом је заробио и један пушкомитраљез. Италијани су убрзо, када им је стигло појачање, кренули у нови напад, праћен подршком авијације и артиљерије. Борба која се тада развила трајала је до мрака. У току ове борбе, Војин је са собом, на непријатељево лево крило, повео једног бомбаша и пушкомитраљесца Радаковића. Они су тада уништили једно непријатељско гнездо, заробивши пушкомитраљез и три сандука муниције.
За време битке на Сутјесци, крајем маја 1943. године, јединице Треће ударне дивизије имале су задатак да потисну непријатеља на правцу Плужине–Милошевићи–Брљево–Будањ–Седлари. Три батаљона Четврте црногорске и два батаљона Десете херцеговачке бригаде тада су одређена да заузму село Будањ, код Фоче и избију на реку Врбницу, изнад Плужина. Пошто први напад, на јаке немачке снаге у Будању није успео, у ноћи 31. маја отпочео је нови напад. Ова борба вођена је читаве ноћи и током 1. јуна. У току другог напада, Војин се пребацио преко чистине испред немачких положаја. Немци су пуцали на њега, али је он успео да се домогне једног брежуљка и сакрије. Потом се скотрљао у један јарак у ушао Немцима у мртав угао, тако да нису могли да га виде. Тада се привукао до немачких ровова и засуо их бомбама и том приликом погинуо, изрешетан непријатељским рафалима. Партизани су ову његову акцију искористили и кренули у напад, у коме су пробили немачки положај и убрзо потом избили на десну обалу реке Врбнице, чиме су извршили задатак.
Указом Президијума Народне скупштине ФНР Југославије 166/51 20. децембра 1951. проглашен је за народног хероја.